# Alfred Pauletto
Alfred Pauletto (nom d'artiste Alfredo Pauletto, aussi APC), né le 19 octobre 1927 à Bischofszell (TG) et mort le 24 décembre 1985 à Arlesheim (BL)), est un peintre, dessinateur, graphiste et illustrateur suisse. Il est un représentant de l'art abstrait et de l'art informel en Suisse.

## Biographie
Fils d'Alfredo et de Maria Candio, Alfred Pauletto est né dans le canton de Thurgovie et a grandi initialement à Gossau, jusqu'à ce que la famille déménage à Bâle en 1932. Entre 1942 et 1947 il passe son diplôme auprès de l'école des arts et métiers de Bâle, au sein de la Section des arts appliqués, où il rencontre sa première épouse Maya Pauletto. Outre ses études en arts graphiques il suit les cours de dessin de Walter Bodmer et de Theo Eble et les cours de calligraphie de Theo Ballmer et Jan Tschichold. Il obtient son diplôme en 1947. À l'école il se lie d'amitié avec le graphiste juif réfugié d'Allemagne Cioma Schönhaus, qui écrira au sujet de la période des études de Pauletto : 
« Bereits als Schüler der Grafik-Fachklasse an der allgemeinen Basler Gewerbeschule standen seine Landschaften bei Theo Eble weit über dem Durchschnitt. Walter Bodmer lobte seine figürlichen Zeichnungen, Max Schulzbacher seine Farben, Berthold von Grüningen fand, er sei prädestiniert dazu, Kunstmaler zu werden. »
— Cioma Schönhaus

« Déjà lorsqu'il était étudiant au sein de la Section des arts appliqués de l'école des arts et métiers de Bâle, ses paysages étaient supérieurs à la moyenne dans la classe de Theo Eble. Walter Bodmer louait ses dessins figuratifs, Max Schulzbacher ses couleurs, Berthold von Grüningen estimait qu'il était prédestiné à devenir peintre. »

Sur le plan professionnel il décide de se lancer dans le graphisme publicitaire en tant que source principale de revenu pour rester libre de réaliser ses inspirations artistiques sans pression matérielle et sans prescriptions de l'extérieur. Et Cioma Schönhaus d'ajouter:
« Alfred Pauletto wollte frei sein und nur sein Handwerk, aber nicht seine Seele kommerzialisieren. [...] So konnte er unbehindert malen, was aus ihm heraus musste. »
« Alfred Pauletto voulait être libre et commercialiser seulement son savoir-faire mais pas son âme. […] seulement à cette condition il pouvait peindre sans contrainte ce qui devait sortir de lui. »
Entre 1949 et 1961 il reçut à deux reprises la récompense du "Staatlicher Kunstkredit" de Bâle et deux fois le prix fédéral d'art suisse. Sa toile intitulée Blechmusik qui a obtenu le premier prix au Kunstkredit a ensuite été acquise par le canton de Bâle pour orner l'édifice de l'école de Niederholz,,.
Il a été durant vingt ans expert examinateur pour la Section de graphisme de l'École des arts et métiers de Bâle. Dès 1950 il est graphiste indépendant (atelier de graphisme), et en cette qualité travaille presque exclusivement pour un mandant: la firme pharmaceutique Ciba S.A.. Pendant des années Alfred Pauletto a réalisé le magazine interne bimensuel CIBA Blätter ainsi que le CIBA Journal de même que des documents à caractère médical ou publicitaire. En tant que membre de la Fédération des Graphistes (Bundes Graphischer Gestalter - BGG) il en devint le président pour deux ans.
En 1948 Alfred Pauletto fait son premier voyage à Paris où il retourne de temps en temps afin de retrouver son ancien collègue d'études Jean Tinguely. Là il fait la découverte de l'art informel, une tendance de l'art abstrait qui avait été lancée peu avant dans les ateliers parisiens. Une autre destination préférée pour ses études était bien entendu l'Italie, du nord au sud, en particulier Florence qu'il visitait régulièrement. Il fait en outre un séjour d'études prolongé auprès de l'Institut suisse de Rome.
Alfred Pauletto participe pour la première fois à une exposition en 1955 à Zurich, tandis que sa première exposition personnelle se tient en 1958, également à Zurich. En 1962 il mène à terme avec Hans Erni, Celestino Piatti, Hugo Wetli et Kurt Wirth un projet sur le thème « Graphistes en tant que peintres » (Graphiker als Maler) auprès de la société des arts d'Olten. La même année un article lui est consacré dans le Allgemeines Lexikon der bildenden Künstler des XX. Jahrhunderts (Dictionnaire général des artistes plasticiens du XXe siècle).
Il a maintenu ses liens d'amitié tout sa vie avec des peintres et graphistes suisses contemporains tels Donald Brun, Walter Bosshardt, Roger Humbert, et en particulier Herbert Leupin et Cioma Schönhaus.
À partir de 1978 Alfred Pauletto est actif aussi comme galeriste et fonde à Bâle un « centre de rencontre d'artistes » avec une galerie nommée Zur Löwenschmiede, dans laquelle divers peintres bâlois ont tenu des expositions.

Alfred Pauletto a choisi comme nom d'artiste Alfredo Pauletto, dont la consonance italienne lui semblait plus idoine pour un profil artistique. Dans les années 1970 il commence à signer ses œuvres avec les lettres APC, l'abréviation de "Alfredo Pauletto Candio", dont Hans Jürg Kupper explique l'origine ainsi : 
« Zu verwechseln sind die Malerbrüder Kurt und Alfred eigentlich nicht; aber der Familienname Pauletto scheint Verwechslungen zu fördern; so zeichnet denn Alfred nur mit APC: C für Candio, der Name der Mutter, zugleich der Name eines Paulettoverwandten andern Künstlers »
« On ne saurait confondre les deux frères et peintres Alfred et Kurt Pauletto ; toutefois, le nom de famille Pauletto semble être une source de confusion ; ainsi, Alfred ne signe désormais plus que APC: C pour Candio, le nom de leur mère et en même temps le nom d'un autre artiste apparenté aux Pauletto. »

## Œuvre
Les premières peintures d'Alfredo Pauletto remontent à la période de ses études et appartiennent au courant cubisme et à l'art figuratif. En séparant les figures en leurs éléments il aboutit à l'abstraction. Avec des œuvres comme Gewebe il s'affirme comme représentant de l'art informel. Pendant les années 1950 il réalise surtout des peintures murales, des panneaux et d'autres grands formats, en référence évidente au fresco italien. Il utilisait surtout la technique de l'huile, et a aussi développé des techniques mixtes à partir d'huile, de sable et de goudron. Ces dernières permirent de mettre en évidence, outre la forme, la couleur et la perspective, aussi les structures, par lesquelles Pauletto a procuré à l'art informel de nouvelles dimensions. Il accordait une grande importance à des matériaux sélectionnés avec soin : il préparait lui-même ses couleurs avec des pigments et de la chaux, et a expérimenté également le glacis à l'albumine.
Les critiques d'art ont apprécié qu'Alfred Pauletto ait "assimilé" les impulsions de peintre abstraits étrangers, et depuis le début de sa carrière ont estimé que cela devait être "considéré comme tout à fait positif".
En 1959 Pauletto fait son premier voyage au Japon, et séjourne à Osaka, Kyoto, Nara et enfin Tokyo,. Il emporte ses œuvres avec lui depuis la Suisse et fait trois expositions personnelles, dont une dans la Haku-ho Gallery à Osaka conjointement avec des photogrammes du photographe bâlois Roger Humbert, un ami de l'école des arts et métiers. Il "fut invité à l'académie des arts de Kyoto pour enseigner aux étudiant sa technique à base de goudron et de sable". Par la même occasion il étudie le dessin à l'encre auprès de maitres japonais. Les aquarelles de la série Schriftzeiche ("signes scripturaux"), créées après son séjour au Japon, témoignent de l'inspiration qu'il a retiré de la calligraphie. 
En 1981 il voyage à nouveau à Kyoto et se confronte une nouvelle fois intensément avec le patrimoine artistique nippon. En témoignent la série de représentations des "Samouraï", des images mystérieuses dans lesquelles "les couleurs sombres et les représentations rappellent Alberto Giacometti". De même il crée à Kyoto la série de représentations de chevaux d'après les modèles du temple de Kiyomizu-dera. 
Fasciné et inspiré par le livre La Nef des fous de Sébastien Brant, l'ouvrage le plus populaire du Moyen Âge tardif, il réalise en 1979 une peinture éponyme.
Un sujet principal qui a accompagné toute la création d'Alfredo Pauletto fut la musique. C'est précisément pour son panneau Blechmusik qu'il a reçu le premier prix du "Staatlicher kunstkredit". Très représentatif de ce genre est son œuvre Musiksaal (Salle de musique). Le tableau fut créé en 1980 à une époque où l'artiste suivait régulièrement les répétitions de l'Orchestre de chambre de Bâle (BKO) de Paul Sacher avec le photographe Niggi Bräuning et faisait des croquis. En fréquentant les musiciens de Paul Sacher Alfred Pauletto connut un tournant dans son expression artistique : un retour à la peinture figurative. Dès la fin des années 1970 de plus en plus de peintures figuratives voient le jour. Déjà en 1952 il avait réalisé une œuvre sur le thème musical, l'huile sur toile "Kathedrale", à l'époque dans le style cubiste. En 1980 Alfredo Pauletto peint une œuvre de même format et avec la même perspective et les mêmes structures. On y reconnaît la Cathédrale de Bâle. Durant cette période le rapprochement d'Alfred Pauletto vers la spiritualité devient de plus en plus patent. Il accorde de plus en plus d'importance à l'invisible dans sa création afin d'exprimer sa vision de la vie éternelle. Il doit s'approprier dans cet élan la symbolique des thèmes bibliques classiques comme le Golgotha, l'apocalypse ou la Genèse. Ce sont les thèmes qu'Alfred Pauletto utilise dans ses dernières œuvres de grand format.

Lorsqu'il était malade et présentait qu'il approchait de la fin de sa vie Alfredo Pauletto reproduit les thèmes qui l'entouraient, comme "la souffrance, les adieux et la mort". Au début il s’agissait de petits formats légers à l'encre et au crayon. C'est ainsi qu'a vu le jour la série des Danses macabres. Il a retravaillé de manière novatrice mais fidèle ce thème remontant à la nuit des temps et qui met en scène des squelettes avec des humains : 
« Das Ausserordentliche liegt in der bedrohlichen Intensität des malerischen Gestus. Pauletto nimmt die Figuren in vibrierende Pinselschrift hinein, verbindet in immer neuen Überlagerungen malerische Flächen mit Zeichnerischem. Der Tod spielt die Trompete, weisslich schwingende Lineaturen machen ihn zum Tänzer. Auf handgrossen Blättchen wird das Thema zeichnerisch erprobt: Tastende Linien des Stifts, weiche Tuschelavierungen versetzen das tanzende Paar ins Visionär-Überirdische. »
—  Alexander Marzahn

« Ce qui est extraordinaire est l'intensité menaçante du geste du peintre. Pauletto saisissait ses figures avec des coups de pinceau vibrants, il unissait dans des superpositions sans cesse renouvelées des surfaces de dessin et de peinture. La mort sonne la trompette, des formes blanchâtres et oscillantes la transforment en danseuse. Il prépare des esquisses sur des feuilles de la grandeur d'une main : les lignes du crayon, les ombres douces de l'encre de Chine transforment les couples de danseurs en personnages surnaturels et visionnaires. »
Pendant les années 1980 Alfredo Pauletto se dirige toujours davantage vers la peinture figurative avec une préférence pour le portrait. Ce sont des représentations : 
« […] die wegen der rudimentär-figurativen Zeichensprache beklemmend wirken. Die linke Gesichtshälfte ist zuweilen grösser als die rechte, die Augen leer und hohl, der Mund wie ein grosses Loch. Der Gesichtsausdruck gleicht einer Totenmaske. »
« […] qui ont un effet opprimant en raison de la sémiotique rudimentaire utilisée. La partie gauche du visage est en partie plus grande que la droite, les yeux sont vides et creux, la bouche apparait comme un orifice béant. L'expression physionomique ressemble à un masque mortuaire. »
 Dans certains portraits l'on reconnaît les traits d'artistes connus comme Igor Stravinsky, qui collabora étroitement avec l'Orchestre de chambre de Bâle dans les années 1950 et 1960, ou  Beckett.

## Technique et style
Beaucoup a été écrit au sujet du style d'Alfredo Pauletto. L'impression générale que procure les œuvres de Pauletto a été résumée déjà en 1959 par Claude Richard Stange : 
« [...] Paulettos Malerei fließt nun ganz aus dieser intimen Beziehung des Menschen zu sich selbst, einem Grundverhältnis, dass allen weiteren Beziehungen vorangeht. Daß dieser Grundimpuls echt ist, verleiht diesem Maler die Authentizität; daß dieser Grundimpuls aber nicht einfach gegeben, sondern in jedem einzelnen Bild erkämpft und vollzogen wird, dies gibt Paulettos Malerei die Dramatik und seiner Farbe die Ausdruckgewalt. Denn hier wird nicht berichtet und erzählt, hier wird nicht im Fahrwasser eines gereifteren Vorbildes mehr oder weniger verschämt einhergeschwommen, nein, Pauletto entsteht in jedem einzelnen seiner Bilder. Dies ist das ausschlaggebende. »
« (…) la peinture de Pauletto est issue de cette relation intime de l'homme avec lui-même, un rapport fondamental qui prime sur toute autre relation. Le fait que cette impulsion est véritable confère à ce peintre son authenticité ; le fait qu'elle n'est toutefois pas tenue pour acquise, mais doit être extirpée et réalisée dans chaque tableau confère à la peinture de Pauletto sa dimension dramatique et à ses couleurs leur puissance expressive. Car ici on ne se contente pas de rapporter et raconter, ici on ne nage pas plus ou moins piteusement dans le courant d'un modèle bien muri, non, Pauletto resurgit dans chacun de ses tableaux. Et c'est cela qui est capital. »

Au sujet du caractère très personnel du style d'Alfred Pauletto, le journal National-Zeitung a rapporté ce qui suit : 
« Wesentlich bei Pauletto ist die persönliche Ausdrucksweise. Es ist nicht der lyrische Ton, der bei anderen mitschwingt, sondern eher ein dumpf dramatischer Klang, der vornehmlich in den dunkelgrundigen Arbeiten vorhanden ist. […] Die persönliche Sprache scheint in vielen der ausgestellten Arbeiten gefunden. Intensiv und voller Kraft handhabt er in diesen Arbeiten die Farbe, sie verbindet sich mit den Rhythmen der Formen und erzeugt ein sehr harmonisches Bildganzes. Es ist, als wolle dieser junge Maler durch die Zerrissenheit der Gegenwart zu einer persönlich formulierten Harmonie verstossen. […] alles bei Pauletto ist straff geordnet, rhythmisch gefügt, vielleicht manchmal etwas dunkel dumpf, dann aber wieder voll handwerklicher Raffiniertheit. Nicht alles besticht; denn es ist nicht eine gefällige Kunst, aber es ist eine kraftvolle, eigenwillige Aussage, die ernst genommen werden muss. »
« Ce qui est essentiel chez Pauletto est son mode d'expression personnel. Ce n'est pas le ton lyrique que l'on retrouve chez les autres, mais un ton sourd et dramatique, qui est présent surtout dans les œuvres aux couleurs foncées. […] Le langage personnel se trouve dans beaucoup des œuvres exposées. Dans ces œuvres il travaille la couleur avec intensité et vigueur, la couleur s'emmêle avec le rythme des formes et abouti à un ensemble harmonieux. C'est comme si ce jeune peintre cherchait à repousser vers une harmonie toute personnelle les brisures du présent. […] tout chez Pauletto est bien ordonné, placé de manière rythmique, peut-être parfois un peu sombre et sourd, mais à nouveau rempli de raffinement. Pas tout est enthousiasmant, car ce n'est pas une art juste pour plaire. Mais c'est un message plein de force et volontaire que l'on doit prendre au sérieux. »

Franz Gerhard décrit ainsi le panneau Blechmusik, qui a reçu en 1956 le premier prix du Kunstkredits de Bâle : 
« eine graphisch und farbig spannungsvolle, aggressive Komposition von Musikinstrumenten und blasenden Köpfen, die tatsächlich in ihrem Zusammenklang den Eindruck einer kräftigen, schönlauten Blechmusik macht »
« une composition agressive et dont le graphisme et les couleurs sont pleins de tension; des instruments de musique et des visages en train de souffler qui par leur fusion donne effectivement l'impression d'une belle et forte mélodie de cuivres. »
Et la critique d'art Elise Grilli a analysé ainsi la technique de l'artiste : « Alfred Pauletto's work is grounded on a complex and compact foundation of ideas and techniques. [...] The materials are now in flux, and new chemical compounds may soon take the place of the sand and the oil pigments with which Pauletto is creating a variegated pictorial surface, but these materials considerations are merely one element of his complex design. The abstract patterns move in many planes. Shimmering beneath the outermost layer are receding "pockets" of air and space which move back into areas incalculably deeper than the old recessions of linear perspective. There is no apparent conflict between the flat mural surface and the infinity of expanding space. The resolution of these opposing forces is made in the spectator's own eye, in his own "reading" of the rhythmic network of line and color. The allusions to astronomical space are also the result of suggested indications. The flashes of color sparks in areas of black, often overlaid with nebulae of white or gray, also tend to call to mind the images of an expanding universe newly conjured forth in scientific plates. »

Ce qui est remarquable est que la force expressive extraordinaire d'Alfred Pauletto a déjà été perçue très tôt. C. R. Stange a déjà en 1960 rendu attentif la critique à ceci : 
« Bis jetzt kannte man ihn nur von Atelierbesuchen her, und plötzlich steht nun dieses malerische Werk vor uns, das einmal schon dadurch überrascht, als es qualitativ das meiste überragt, was zur Zeit bei uns gemalt wird. [...] ein Werk, das seine Anfänge bereits hinter sich hat. Es gelingt nun diesem Maler, die uferlose Freiheit und die unabsehbaren Möglichkeiten, die die "peinture informelle" gewährt, nicht zu vernutzen, sondern zu einer Formensprache zu fassen und als ein Instrumentarium zu gebrauchen, die nahezu in jedem Bild voll eingesetzt und durchgehalten werden. Ganz eingestandenermaßen profitiert Pauletto von allen Errungenschaften der Moderne, vom Kubismus, von der Abstraktion und ihren Gründern Mondrian, Kandinsky und Klee, ebenso von den Informellen, doch diese Erfahrungsdichte verschafft ihm einen durchaus eigenständigen Boden. Pauletto zeigt sich als ein Maler, der, wohlausgerüstet, jedem provinziellen Rahmen völlig entstiegen ist und dem es nun gelingt, ganz unbeengt Werke zu malen, deren Impuls aus dem Zeitfreien und Raumlosen steigen, um auf der Bildfläche reich artikuliert in die Erscheinung zu treten. Nie läßt es dieser Maler beim "Einfall" bewenden, jede Regung, jede Sicht und jedes Empfinden wird möglichst umfassend ausgedrückt, bis weit ins Material vorgetrieben, und jedes Bild schließt sich im Einklang von Oberflächenspannung und Tiefschichtung, wodurch Frische, Ruhe und Bewegtheit entstehen, die den Betrachter sehr rasch erreichen, da dieser vielfältig in seiner Empfindungsbreite und -Tiefe angesprochen wird. »
« Jusqu'à présent on ne le connaissait que par des visites d'atelier, et soudain on se retrouve face à cette production de peinture qui dépasse de manière surprenante tout ce qui se fait en ce moment ici. […] un ouvrage qui a déjà ses débuts derrière lui. Ce peintre, loin de négliger les possibilités illimitées procurées par la peinture informelle, les transforme en un langage de forme et en instruments qu'il réussit à utiliser dans chaque tableau avec tout leur potentiel. De manière bien consciente Alfred Pauletto profite des conquêtes des modernes, comme le cubisme, de l'abstraction et ses fondateurs Mondrian, Kandinsky et Klee, et de l'art informel, mais ces expériences riches lui procurent un terreau qui lui est propre. Pauletto démontre que, avec ce bagage, il dépasse tout cadre provincial et réussit à peindre des œuvres sans contraintes et dont l'impulsion provient de dimensions situées hors du temps et de l’espace, pour la transposer sur la toile de manière richement articulée. »

Cette capacité et cette force d'exprimer ses sentiments les plus intimes est reconnaissable dans toute l'œuvre d'Alfred Pauletto. Enrico Ghidelli a écrit au sujet des œuvres tardives d’Alfredo Pauletto : 
« In seinen letzten Lebensjahren gab es kaum eine Krankheit, die er nicht durchlitt, doch entwickelte er gerade in schweren Zeiten aussergewöhnliche Kräfte und malte sich seine Schmerzen und Ängste von Leib und Seele. »
« Dans les dernières années de sa vie il n'y eut aucune maladie dont il ne souffrît point, et pourtant il développa encore davantage dans ces moments difficiles une force extraordinaire et peignait les douleurs et les peurs de son corps et de son âme. »

## Récompenses
- 1949 : 4e prix du Staatlicher Kunstkredit, Bâle
- 1956 : 1er prix du Staatlicher Kunstkredit, pour le panneau Blechmusik et acquisition de l’œuvre pour l'école de Niederholz
- 1960 : Prix fédéral d'art suisse
- 1961 : Prix fédéral d'art suisse [30],[31]

## Expositions (liste sélective)

### Expositions personnelles
- 1958 : Galerie Bel Etage, Zurich
- 1959 : Gallery Haku, Osaka, Japon
- 1959 : Kyoto Gallery, Kyoto, Japon
- 1959 : Gallery of Isetan Department Stores, Tokyo, Japon
- 1960 : Galerie Hilt, Bâle
- 1961 : Galerie Hilt, Bâle
- 1961 : Schulhaus Binningen
- 1963 : Galerie Knöll, Bâle
- 1975 : Ausstellung Basler Künstler, Seltisberg
- 1978 : Galerie zur Löwenschmiede, Bâle
- 1980 : Weihnachtsausstellung, Galerie zur Löwenschmiede, Bâle
- 1983 : Galerie Landhaus bei Zürich

### Expositions collectives
- 1955 : Grafiker - ein Berufsbild, Zürcher Hochschule der Künste (ZHdK) / Museum für Gestaltung Zürich
- 1956 : Ausstellung des Staatlichen Kunstkredit, Foire suisse de Bâle
- 1958 : Galerie d'art moderne, Basel, Ausstellung Art vivant
- 1962 : Kunstverein Olten, Gemälde-Ausstellung Grafiker als Maler: Hans Erni, Alfred Pauletto, Celestino Piatti, Hugo Wetli, Kurt Wirth
- 1976 : Mairie de la ville de Zurich
- 1976 : Galerie Atrium, Reinach/BL, Gruppenausstellung Alfred Pauletto, Kurt Ruepp, Max Fröhlich, Adelheid Hanselmann-Erne, Ilse Immich

### Expositions rétrospectives
- 1987 : Retrospektive Alfredo Pauletto, Berowergut, Riehen
- 1992 : Galerie Simone Gogniat, Bâle (dessins)
- 1992 : Gymnasium Bodenacker, Liestal (peinture, plus de 100 tableaux)
- 1996 : Deloitte & Touche Tohmatsu International, im Experta-Haus, Bâle
- 1997 : Galerie Hilt, Bâle
- 2007 : TERTIANUM St. Jakob-Park, Bâle
- 2011 : Alfredo Pauletto | Erinnerungen an einen Basler Maler, Galerie Hilt, Bâle
- 2013 : Urs Joss – Skulpturen; Alfred Pauletto – Zeichnungen, Privatausstellung in der Ateliergemeinschaft Klingental, Bâle, 6-29.12.2013.

## Publications
- Alfred Pauletto. Tageblätter - Alfredo Pauletto APC, Bâle: Eigenverlag, 1979, 52 pages.
- Max Ehinger (texte) et Alfred Pauletto (illustrations). Evviva la Pro Ponte: Sport wie er damals war.... Bâle: Verlag TIP, 1968, 87 pages.